# Duroc (raza porcina)
La Duroc es una raza de ganado porcino procedente de Estados Unidos , donde es una de las más populares.

## Descripción
Su coloración es roja, con variaciones de tonalidad. El peso medio de los machos es de 400 kg y el de las hembras de 350 kg.

## Historia
Su origen se encuentra en los cerdos rojos que eran criados en el este de EE. UU. a principios del siglo XIX, los cuales procedían en gran medida de cerdos de capa colorada y tipo ibérico de España y Portugal. Se originó del cruzamiento de la raza Jersey Red de Nueva Jersey y de la antigua Duroc de Nueva York. La raza resultante fue conocida como Duroc-Jersey, pero posteriormente fue denominada simplemente como Duroc.
Su introducción en España se hizo a finales de los años 70 en una granja en Marbella (Málaga) por la empresa PLANAX AGRÍCOLA GANADERA dirigida por el alemán Emil M. Plaschka.[cita requerida]